# Sophie Amalie de Brunswick-Lüneburg
Sophie Amalie de Brunswick-Lüneburg (24 martie 1628 – 20 februarie 1685) a fost regină a Danemarcei și Norvegiei prin căsătoria cu regele Frederic al III-lea al Danemarcei. 

## Primii ani

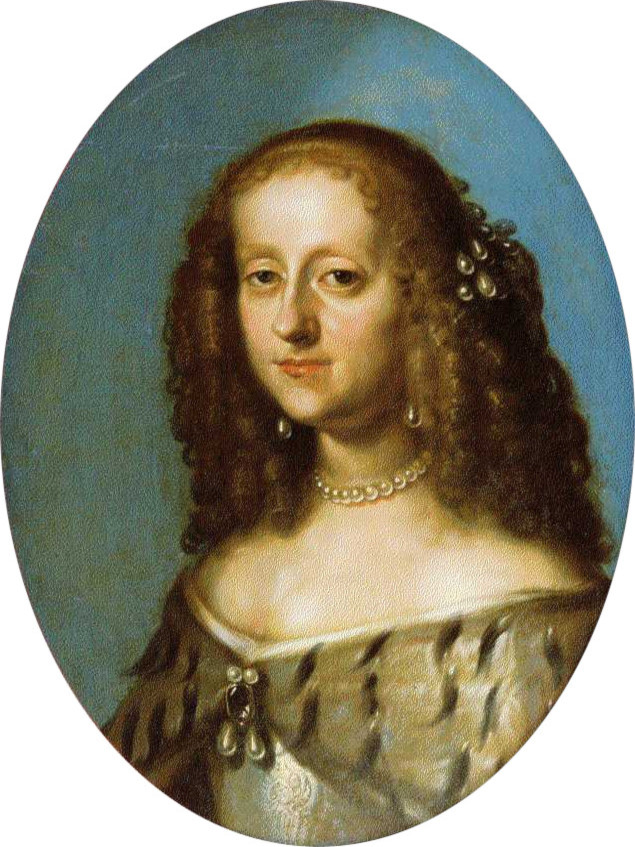
Prințesa Sophie Amalie de Brunswick-Lüneburg

Sophie Amalie s-a născut la Castelul Herzberg, în Herzberg am Harz. Părinții ei au fost  George, Duce de Brunswick-Lüneburg și soția sa, Anne Eleonore de Hesse-Darmstadt.
Sophie Amalie s-a căsătorit cu Prințul Frederic la Castelul Glücksburg la 1 octombrie 1643 și a trăit în Bremen. Căsătoria a fost aranjată în 1640; el era arhiepiscop de Bremen și nu moștenitor al tronului. În 1646–47, au trăit în circumstanțe umile în Flensborg înainte ca Frederic să fie declarat moștenitor. Sophie Amalie a devenit regină a Danemarcei în 1648. Au avut 8 copii, inclusiv pe viitorul rege Christian al V-lea al Danemarcei și Ulrike Eleonora a Danemarcei care s-a căsătorit cu regele Carol al XI-lea al Suediei.

## Regină
Sophie Amalie iubea vânătoarea și, în ciuda situației financiare precare a regatului, ea a fost în centrul unei vieți somptuoase la curte, cu articole de lux exclusive și petreceri mari. Îi plăceau moda, petrecerile, teatru și balul mascat și a introdus moda franceză în Danemarca. Cum soțul ei a fost introvertit, ea a devenit centrul vieții sociale de la curte.
Ea a remodelat curtea după modelul francez și german. A angajat un chapel maestru german, Kaspar Förster, o orchestră franceză, un maestru de balet francez, D. de Pilloy, și o cântăreață și dansatoare franceză Anne Chabanceau de La Barre. Ambasadorul spaniol, Bernardino de Rebolledo, i-a dedicat ei poeziile pe care le-a scris. Ea și copiii ei au jucat în teatre de amatori împreună cu alți nobili: în 1655, ea a realizat cinci părți diferite într-un balet. Risipa de bani într-o societate săracă nu a fost bine primită de public.

## Copii
Cu soțul ei a avut următorii copii:
1. Christian al V-lea al Danemarcei (15 aprilie 1646 – 26 august 1699).
2. Prințesa Ana Sofia (1 septembrie 1647 – 1 iulie 1717), s-a căsătorit la 9 octombrie 1666 cu Johann Georg al III-lea, Elector de Saxonia și a fost mama regelui August al II-lea al Poloniei
3. Prințesa Frederica Amalia (11 aprilie 1649 – 30 octombrie 1704), s-a căsătorit cu Ducele Christian Albrecht de Holstein-Gottorp.
4. Prințesa Wilhelmina Ernestina (21 iunie 1650 – 22 aprilie 1706), s-a căsătorit la 20 septembrie 1671 cu  Carol al II-lea, Elector Palatin. Nu au avut copii.
5. Frederic (11 octombrie 1651 – 14 martie 1652).
6. Prințul George, Duce de Cumberland (2 aprilie 1653 – 28 octombrie 1708), s-a căsătorit la 28 iulie 1683 cu regina Anna a Marii Britanii. Toții copiii au murit la vârste fragede.
7. Ulrika Eleonora (11 septembrie 1656 – 26 iulie 1693), s-a căsătorit la 6 mai 1680 cu regele Carol al XI-lea al Suediei.
8. Dorothea (16 noiembrie 1657 – 15 mai 1658).